# 普洛斯克 (布羅瓦里區)
50°32′16″N 31°6′1″E / 50.53778°N 31.10028°E
普洛斯凱（烏克蘭語：Плоске）是位於烏克蘭北部的村莊，由基辅州布羅瓦里區的大季梅爾卡市鎮負責管轄。該村始建於1624年，面積3.59平方公里，海拔高度110米，2020年人口1726，人口密度每平方公里559.1人。